# Saurosuchus
Saurosuchus (що означає «ящірка-крокодил») — це вимерлий рід великого псевдозухового архозавра, що мешкав у Південній Америці під час пізнього тріасового періоду. Це був важкий, наземний чотириногий хижак, який, ймовірно, був головним хижаком у формації Іскігуаласто.